# Josef Blažek Pavlovický
Josef Blažek Pavlovický (30. ledna 1871, Velké Pavlovice – 30. listopadu 1940, Podolí) byl český spisovatel, překladatel a kněz.

## Život
Josef Blažek (pseudonym P. Giuseppe, Josef Pavlovický, přezdívka Čepáček) se narodil 30. ledna 1871 ve Velkých Pavlovicích, kde prožil svoje dětství a navštěvoval obecnou školu. Po jejím ukončení studoval v letech 1883–1891 na českém gymnáziu v Brně. Zde také po maturitě vstoupil do kněžského semináře a 28. července 1895 byl vysvěcen na kněze. Poté působil ve Žďáru nad Sázavou, odkud koncem roku 1898 přešel do Třebíče. V letech 1900–1901 vykonával duchovenskou službu v Horním Újezdě u Třebíče, od roku 1901 do března 1911 ve Šlapanicích, načež 1. března 1911 nastoupil na faru do Podolí u Brna a působil zde až do své smrti v roce 1940. Obdržel tři církevní vyznamenání, pochvalné uznání (1908), synodálky (1914) a titul konzistorního rady (1929). Rád cestoval (mimo jiné navštívil Jeruzalém, Paříž a Londýn), byl vášnivým čtenářem a pilným spisovatelem. Přispíval do časopisů Obrana, Budoucnost, Selské hlasy a Den. Věnoval se také překladům z italštiny. Za svého působení ve Šlapanicích podnítil v roce 1907 zrod dramatického souboru Sdružení venkovské omladiny a později napsal či přeložil pět divadelních her. Je autorem řady románů a povídkových sbírek.

## Dílo

### Povídkové sbírky
- Hlavní hříchy v kukátku. Brno: Benediktinská knihtiskárna, 1910. 85 s. Knihovna našeho lidu; roč. 27 [14], č. 4.
- Potulky životem. Benediktinská knihtiskárna, 1910. 77 s. Knihovna našeho lidu; roč. 27.
- Jarní stíny a jiné povídky. Brno: Benediktinská knihtiskárna, 1911. 93 s. Knihovna našeho lidu; roč. 28, 2.
- Páté přes deváté: hrst povídek. Brno: Benedikt. tisk., 1911. 116 s. Knihovna našeho lidu; roč. 28, č. 4.
- Z potulek vlastí i cizinou. Tiskem a nákladem benediktinské knihtiskárny, 1912. 133 s., 1 l. Knihovna našeho lidu; roč. 29, č. 4.
- Cizí koření. V Brně: Tiskem a nákladem benediktinské knihtiskárny, 1913. 187 s. Knihovna našeho lidu. 2. vyd. Brno: Občanská tisk., 1923. 187 s., 1 l. Knih. našeho lidu.
- Povídky. Brno: Benedikt. knihtisk., 1918. 121 s. Knihovna našeho lidu.
- Mouchy a mušky. Brno: Občan. tiskárna, 1919. 205 s. Knihovna našeho lidu.
- Hříbky, šípky a různé klípky. Brno: Den, 1927. 263 – [I] s. Lidová knihovna Dne. Sv. XV.
- Svatební Benátky s bengálem. Vyd. 1. V Brumovicích: Carpe diem, 2008. 101 s. Ed. Huvar, Michal. ISBN 978-80-86362-85-4.

### Romány
- Páteční dítě. 1. a 2. díl. Brno: Knihtisk. benediktinů rajhrad., 1913. 2 sv. (101, 1 s. ; 433, 2 s.).
- Páteční dítě. Díl 1. 2. vyd. Brno: Občanská tiskárna, 1923. 107 s.
- Páteční dítě. Díl 3. Čepáček na ševcovině. Brno: Občanská tiskárna, 1921. 399 s.
- Páteční dítě. Díl 1. 2. vyd. Brno: Občanská tiskárna, 1923. 107 s.
- Čepáček v Londýně. 1923.
- Čepáček v Paříži. Brno: Den, 1926. 316 s. Lidová knihovna Dne; XIV, seš. 1–7.
- Čepáček Robinsonem. 1931.
- Páteční dítě (Pod otcovskou komendou). 1931.
- Čepáček pantátou hajným. 1. a 2. díl. Brno: Brněn. tiskárna, 1935.
- Peníze a láska. 1. a 2. díl, rukopis.

### Sociální romány
- Otčenáš: Povídka. České Budějovice: Časop. Hlas lidu, [1922 nebo 1923]. 275 s. Románová příloha časop. Hlas lidu.
- Satanáš: Rom. Brno: Adm. Dne, 1922. 330 s. Lidová knih. Dne; 3.
- Ošklivá Pepinka. Brno: Den, 1923. 1 sv. Lid. knih. Dne; VIII.
- Primabalerina. Brno: Adm. Dne, 1923. 308 s. Lidová knih. Dne; IV.
- Slepá ze Slavic. Díl 1 a díl 2. Brno: Den, 1923. 2 sv. Lid. knih. Dne; IX.
- U Kunických: Nudná historie půllánu v Couralově. Brno: Den, 1926. 2 sv. Lidová knihovna Dne; XVI.

### Humorné knihy
- Z notýsku Pepíčka Darebného. Brno: Den, 1923. 245 s. Lidová knihovna "Dne"; XII., seš. 1–5.
- Z notýsku Pepíka Darebného. [S.l.: s.n.], 1923.
- Nezvedenci. I. a II. řada. Brno: Občanská tiskárna, 1923–1926. 2 sv. (276; 372 s.). Knihovna našeho lidu.
- Babička Mirka (vyšlo v Selských hlasech). 1939–1942.

### Divadelní hry
- Pýcha předchází pád: Obr. ze živ. ve 3 jedn. Brno: Občanská, [1923]. 55 s. Ochotnické jeviště; 59.
- Macíček na kastrole: žert o jednom jednání. Brno: Občanská tiskárna, [1925]. 30 s., 1 ins. list. Ochotnické jeviště. PARATO, Paolo a PAVLOVICKÝ, Josef, ed.
- Matčino utrpení: drama o třech jednáních : (ženské úlohy). Přeložil Josef PAVLOVICKÝ. Brno: Občanská tiskárna, 1925. Ochotnické jeviště.
- Perníková chaloupka: Poh. o 4 jedn. Brno: Občanská, [1925]. 68 s. Ochotnické jeviště.
- Americká nadílka sv. Mikuláše. 1928.